# Talavera tuvensis
Talavera tuvensis är en spindelart som beskrevs av Logunov, Kronestedt 2003. Talavera tuvensis ingår i släktet Talavera och familjen hoppspindlar. Inga underarter finns listade i Catalogue of Life.